# Le Ham (Mayenne)
Le Ham és un municipi francès situat al departament de Mayenne i a la regió de País del Loira. L'any 2007 tenia 440 habitants.

## Demografia

### Població
El 2007 la població de fet de Le Ham era de 440 persones. Hi havia 170 famílies de les quals 44 eren unipersonals (20 homes vivint sols i 24 dones vivint soles), 61 parelles sense fills, 61 parelles amb fills i 4 famílies monoparentals amb fills.
La població ha evolucionat segons el següent gràfic:
Habitants censats

### Habitatges
El 2007 hi havia 233 habitatges, 179 eren l'habitatge principal de la família, 29 eren segones residències i 24 estaven desocupats. Tots els 233 habitatges eren cases. Dels 179 habitatges principals, 127 estaven ocupats pels seus propietaris, 48 estaven llogats i ocupats pels llogaters i 5 estaven cedits a títol gratuït; 1 tenia una cambra, 18 en tenien dues, 26 en tenien tres, 57 en tenien quatre i 77 en tenien cinc o més. 134 habitatges disposaven pel capbaix d'una plaça de pàrquing. A 82 habitatges hi havia un automòbil i a 80 n'hi havia dos o més.

### Piràmide de població
La piràmide de població per edats i sexe el 2009 era:
| Homes | Edats   | Dones |
| ----- | ------- | ----- |
| 0     | 95 o +  | 0     |
| 0     | 90 a 94 | 0     |
| 0     | 85 a 89 | 4     |
| 8     | 80 a 84 | 8     |
| 8     | 75 a 79 | 8     |
| 8     | 70 a 74 | 16    |
| 12    | 65 a 69 | 12    |
| 12    | 60 a 64 | 12    |
| 8     | 55 a 59 | 12    |
| 8     | 50 a 54 | 12    |
| 16    | 45 a 49 | 12    |
| 28    | 40 a 44 | 28    |
| 16    | 35 a 39 | 0     |
| 8     | 30 a 34 | 12    |
| 28    | 25 a 29 | 16    |
| 16    | 20 a 24 | 20    |
| 16    | 15 a 19 | 16    |
| 16    | 10 a 14 | 8     |
| 4     | 5 a 9   | 12    |
| 8     | 0 a 4   | 16    |

## Economia
El 2007 la població en edat de treballar era de 272 persones, 200 eren actives i 72 eren inactives. De les 200 persones actives 191 estaven ocupades (113 homes i 78 dones) i 9 estaven aturades (5 homes i 4 dones). De les 72 persones inactives 22 estaven jubilades, 24 estaven estudiant i 26 estaven classificades com a «altres inactius».

### Ingressos
El 2009 a Le Ham hi havia 177 unitats fiscals que integraven 437 persones, la mediana anual d'ingressos fiscals per persona era de 14.310 €.

### Activitats econòmiques
Dels 14 establiments que hi havia el 2007, 2 eren d'empreses de construcció, 2 d'empreses de comerç i reparació d'automòbils, 1 d'una empresa de transport, 4 d'empreses d'hostatgeria i restauració, 1 d'una empresa financera i 4 d'empreses de serveis.
Dels 2 establiments de servei als particulars que hi havia el 2009, 1 era una fusteria i 1 empresa de construcció.
L'any 2000 a Le Ham hi havia 47 explotacions agrícoles que ocupaven un total de 2.739 hectàrees.

## Equipaments sanitaris i escolars
El 2009 hi havia una escola elemental integrada dins d'un grup escolar amb les comunes properes formant una escola dispersa.

## Poblacions més properes
El següent diagrama mostra les poblacions més properes.